# Операция «Пиравлос»
Операция «Пиравлос» (греч. Επιχείρηση «Πύραυλος») — военная операция во время Гражданской войны в Греции, проводившаяся греческой правительственной армией против коммунистической ДАГ в центральной части страны. В результате двухмесячной кампании партизаны были разгромлены, и единственными районами, контролируемые коммунистическими силами, остались горные массивы Грамос и Вици.

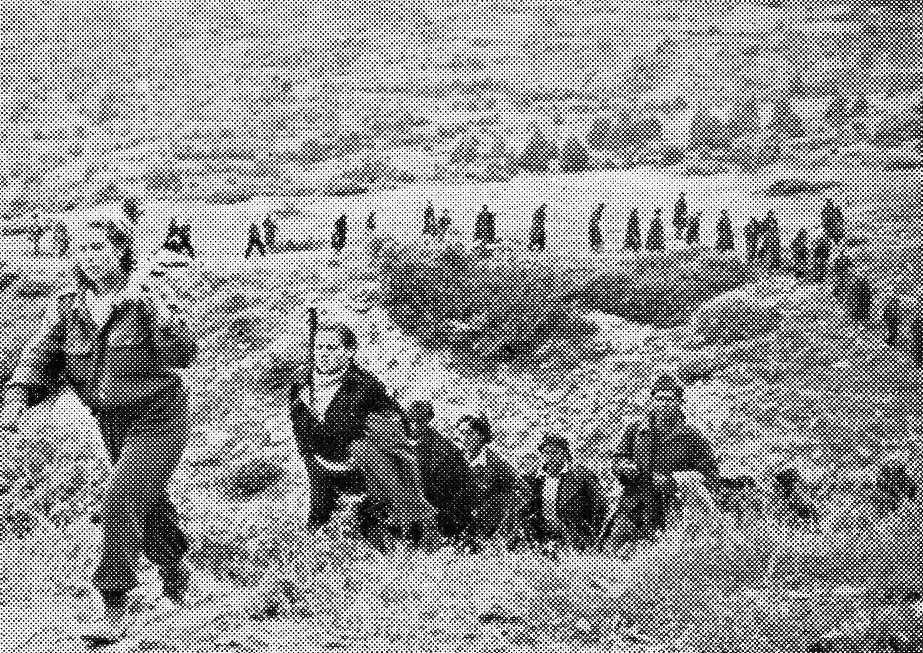
Колонна партизан

Сложившаяся к весне 1949 года благоприятная международная и внутренняя обстановка позволили греческому правительству приступить к окончательной ликвидации коммунистического партизанского сопротивления. Прежде всего было решено уничтожить партизанские отряды, оставшиеся в Фессалии, Румелии и Центральной Греции, объединённые так называемым Южно-греческим штабом под командованием Костаса Колиянниса (Арванитиса) и включавшие 1-ю дивизию Харилаоса Флоракиса (Гиотиса), численностью около 1600 бойцов, и 2-ю дивизию ДАГ (около 1500 бойцов), которой командовал Яннис Александру, он же капитан Диамантис, талантливый партизанский командир. Против партизан были брошены под командованием генерал-лейтенанта Трасивулоса Цакалотоса три дивизии, отдельная бригада, отряды коммандос, сорок батальонов национальной гвардии, несколько батальонов жандармерии; всего свыше 40 тысяч солдат, усиленных артиллерией, авиацией, танками. Операция получила название «Пиравлос» («Ракета»).
Бои, начавшиеся в апреле, продолжались до конца июня. 1-й дивизии Х. Флоракиса, постоянно маневрируя и ведя бои в районах Олимпоса, Пиерии, Хасии и Смолика, удалось в начале июля выйти к Грамосу. 
Труднее пришлось бойцам 2-й дивизии ДАГ, но благодаря умелому командованию Диамантиса, они, также постоянно передвигаясь, неоднократно прорывали позиции правительственных войск, пытавшихся их окружить, и сами наносили успешные удары по противнику. Так 18 апреля они вошли в городок Лидорики, который захватили после непродолжительного боя, и взяли в плен бригадного генерала, военного коменданта Левадии. Генерал-лейтенант Цакалотос, руководивший ликвидационными операциями, в конце апреля отмечал в своём приказе: «Мы столкнулись с известной из прошлого ловкостью, хитростью, активностью и гибкостью командира Диамантиса, и в связи наблюдаемой физической усталостью в наших частях в материковой Греции было решено приостановить преследование его дивизии».
Постоянные передвижения и бои измотали партизан, они исчерпали свой скудный запас боеприпасов; в составе 2-й дивизии осталось только 700 бойцов. В июне остатки дивизии Диамантиса были обнаружены во Фтиотиде и были большей частью уничтожены. 21 июня в бою близ селения Мармара погиб её командир.
Вици и Грамос остались единственными значительными очагами вооруженной борьбы КПГ и ДАГ против правительственных сил.